# Glasbaustein

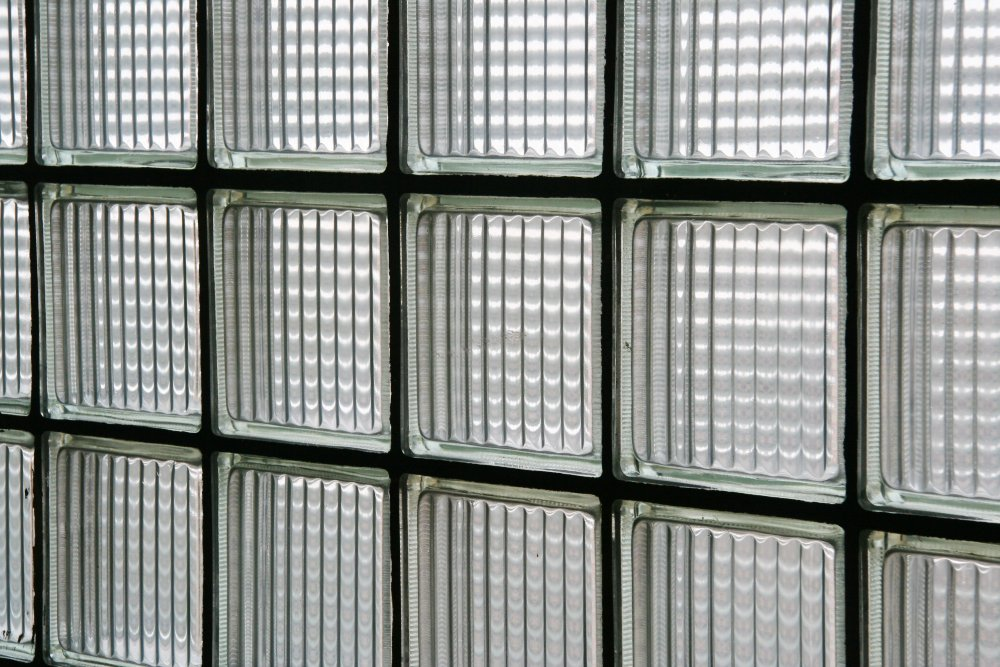
Glasbausteine

Glasbausteine, Glassteine oder Glasziegel sind quaderförmige Bauteile, die zur Herstellung lichtdurchlässiger und nichttragender Wände im Innen- und Außenbereich dienen. Werden sie dagegen waagrecht angeordnet (Lichtschachtabdeckung oder Oberlicht), sind so genannte Betongläser zu verwenden. Zusammen mit den Baustoffen Beton und Stahl kann auf diesem Weg ein Glasstahlbeton hergestellt werden, der auch zur Aufnahme von Lasten (beispielsweise Fahrzeuglasten) geeignet ist.

## Merkmale
Glasbausteine wurden vom Schweizer Architekten Gustave Falconnier in den 1880er-Jahren erfunden. Moderne Glasbausteine bestehen entweder aus zwei miteinander verschmolzenen oder verkitteten Halbschalen aus Pressglas und sind somit hohl oder werden direkt als Vollglasbausteine gefertigt. Sie sind in verschiedenen Formaten und verschiedenen Farbvarianten (Klar- oder Farbglas) im Handel erhältlich. Sie sind durch ihre Struktur oder Oberflächenbeschaffenheit in der Regel optisch so verzerrend, dass sie zwar lichtdurchlässig sind, zugleich aber als Sichtschutz eingesetzt werden können. Mit ihnen werden Wandöffnungen gefüllt oder lichtdurchlässige Wände aufgezogen.
Sie können, ähnlich wie anderes Mauerwerk, mit Mörtel aufgemauert, oder (üblicherweise bei größeren Serien) als Fertigelemente hergestellt werden. Dabei werden zur Erhöhung der Stabilität in den Fugen Bewehrungsstähle verlegt. Es gibt aber auch andere mörtellose Verlegesysteme, die insbesondere für Heimwerker geeignet sind. Die Dicke (und damit die Wandstärke) beträgt üblicherweise 8 oder 10 cm, bei Wärmedämm- bzw. Brandschutzsteinen aber auch bis 16 cm. Als Zubehör sind spezielle, in bewegliche Metallrahmen eingesetzte Steine erhältlich mit denen Lüftungsklappen geschaffen werden können, die jedoch wegen des Gewichts der Steine nicht besonders groß sein können, so dass bei Bedarf noch andere Lüftungsmöglichkeiten vorgesehen werden müssen.
Häufig verwendete man sie in den 1960/70er Jahren bei Außenwänden von Treppenhäusern oder in Badezimmern. Heute werden sie besonders als gestalterisches Mittel wiederentdeckt, allerdings hauptsächlich in Innenräumen, da auch die sogenannten Wärmedämmsteine noch verhältnismäßig schlechte Dämmeigenschaften aufweisen.
Produziert werden die Glasbausteine nach den Anforderungen der DIN EN 1051-1:2003-04. Eine definierte flüssige Glasmenge wird in eine Form gegeben und unter hohem Druck zu einem gewünschten Format und Design gepresst. Zwei dieser entstandenen Glashälften werden dann im heißen Zustand zusammengefügt, sodass sie miteinander verschmelzen. So entsteht der typische Glashohlkörper der Glasbausteine. Durch den Abkühlungsprozess, der unter Temperaturzuführung in einem speziellen Kühlofen vorgenommen wird, entsteht im Inneren des Glassteins ein Vakuum. Die vom Hersteller vorgenommene weiße Beschichtung der Seitenflächen des Glasbausteins erhellt die Durchsicht, verhindert den Blick auf den Fugenmörtel und verbessert dessen Haftung. Glasbausteine zeichnen sich durch eine große Form- und Farbvielfalt aus. Ein weiteres besonderes Merkmal der Glasbausteine ist die Lichtdurchlässigkeit. Die gängigsten Formate sind 19x19x8 cm und 24x24x8 cm. Zudem gibt es auch Formate in 30x30x10 cm, 19x19x10 cm,19x9x8 cm, 14,5x14,5 oder 11,5x11x,5 cm. Die Produktionspalette umfasst ein breites Spektrum an Glaselementen: farbig, transparent, beleuchtet oder satiniert. Das Gewicht der Glasbausteine hängt von dem Format des Glasbausteines ab. Die Gewichte liegen bei ca. 2,3 – 7,5 kg. Der U-Wert bei klassischen Glasbausteinen liegt bei ca. 2,8 – 3,5 W/(m²K). Eigens zur Wärmedämmung entwickelte Glasbausteine wie z. B. der THERMO BLOCK erreichen Werte von bis zu 0,5 W/(m²K) bei einem Gesamtenergiedurchlassgrad von 0,38. Neben den klassischen Glasbausteinen gibt es auch technische Glasbausteine. Brandschutzsteine bieten einen guten Flammschutz. Es gibt Brandschutzsteine in verschiedenen Anforderungsklassen F30, F60, F90 und 120. Schallschutzsteine hemmen Lärm. Der Schallschutzwert kann mithilfe des bewerten Schalldämm-Maßes Rw in dB gemessen werden. Je höher dieser Wert ist, umso besser. Spezielle Schallschutzsteine erzielen dabei einen Wert von bis zu 45 dB bei einschaligem Mauerwerk.

## Einbau

### Einbau nach DIN 4242
Normgemäß wird Zementmörtel (1 Raumteil Zement, 3 Raumteile Sand mit Körnung bis 4 mm) verwendet. Höchstens 20 % des Zementanteils darf zur besseren Verarbeitbarkeit durch Kalkhydrat oder Trass ersetzt werden.
Die Breite der Fugen beträgt 10 – 30 mm (bei Steinen über 240 × 240 mm min. 15 mm).
Der Fugenmörtel soll nicht steifer sein als der Mauermörtel. Er ist vor schnellem Austrocknen zu schützen und sollte ausreichend dicht sein, um eine Durchfeuchtung der Mörtelfugen und gegebenenfalls die Korrosion der Bewehrungseisen zu verhindern. Die Mörtelfugen sollen gleich nach dem Vermauern der Glasbausteine verstrichen werden.
Durch die Verwendung von Zementmörtel entsteht ein sehr steifer Verbund, der kaum Temperaturspannungen aufnehmen kann. Zur Vermeidung von Spannungsrissen sollte eine so ausgeführte Glasbaustein-Fläche ein rechteckiges Format haben und mit einem umlaufenden Rand aus bewehrtem Beton (von etwa quadratischem Querschnitt, jedoch max. in Dicke der Steine und max. 100 mm breit) versehen werden. Die gesamte Fläche ist von den umgebenden Bauteilen durch eine elastische Fuge (z. B. Dilatationsband) von min. 10 mm Dicke abzutrennen. Die seitliche Führung wird durch beidseitige Anschläge oder U-Profile oder in die elastische Fuge eingelassene Verbindungsmittel erreicht, welche die thermische Ausdehnung nicht behindern dürfen.

### Einbau im Innenbereich (nicht normgemäß)
Meist wird zum Vermauern Mörtel mit hydraulisch härtenden Bestandteilen verwendet, der schneller ansteift, aber wenig elastisch ist.
Falls keine gesonderte nachgiebige Schicht zwischen Glasbausteinen und umgebender Baukonstruktion ausgeführt wird (wie in der Norm vorgesehen), sollten die Glassteine jedoch mit einem Mörtel vermauert werden, der elastischer als die umgebenden Wandflächen ist. Da die Glassteine oft steifer sind, als das Material der sie umgebenden Wand, würden sich sonst bei Temperaturwechsel und Bauwerkssetzung Zwängungsspannungen ergeben.
Die Glassteine entziehen dem Mörtel kein Wasser, so dass es deutlich länger dauert, bis der zum Vermauern verwendete Mörtel ansteift, als bei der Arbeit mit gewöhnlichen Mauersteinen.
Auch härtet reiner Luft-Kalkmörtel nur unter Zutritt von Kohlendioxid aus. Dies wird durch die dichten Glasbausteine ebenfalls behindert, so dass durch die Verwendung von grobem Zuschlag sichergestellt werden sollte, dass Kohlendioxid durch die Poren des Mörtels bis ins Innere gelangen kann. Insbesondere bei Verwendung von Luftkalkmörtel ist mit dem Verfugen zu warten, bis der Mauermörtel eine ausreichende Festigkeit entwickelt hat.
Um bei Verwendung von Luftkalk- oder Lehmmörtel mehr als nur eine Reihe Steine pro Tag setzen zu können, muss der verwendete Mörtel entweder sehr steif eingebracht werden oder die Steine sind durch eingelegte Klötze zu unterstützen, bis der Mörtel die Last abtragen kann.

### Montage mit Verlegesystem
Es werden verschiedene Verlegesysteme angeboten, welche die Verlegung von Glasbausteinen erleichtern, indem auf das Anmischen von Mörtel verzichtet werden kann und Abstandhalter für die gleichmäßige Ausrichtung der Steine sorgen.
Dabei werden die Steine beispielsweise auf vorgefertigte Kunststoff-Hohlprofile aufgesetzt, welche die Steine unterstützen und gleichzeitig das Fugenmaß vorgeben.
Die Glasbausteine werden dabei mit Montagekleber oder Silikon mit den Profilen verklebt.
Die Systeme werden in der Regel nach DIN 4103-1 mit dem Pendelschlagtest auf Einsturzsicherheit getestet und erlauben beispielsweise die Herstellung von 2 mal 2 Meter großen Flächen.

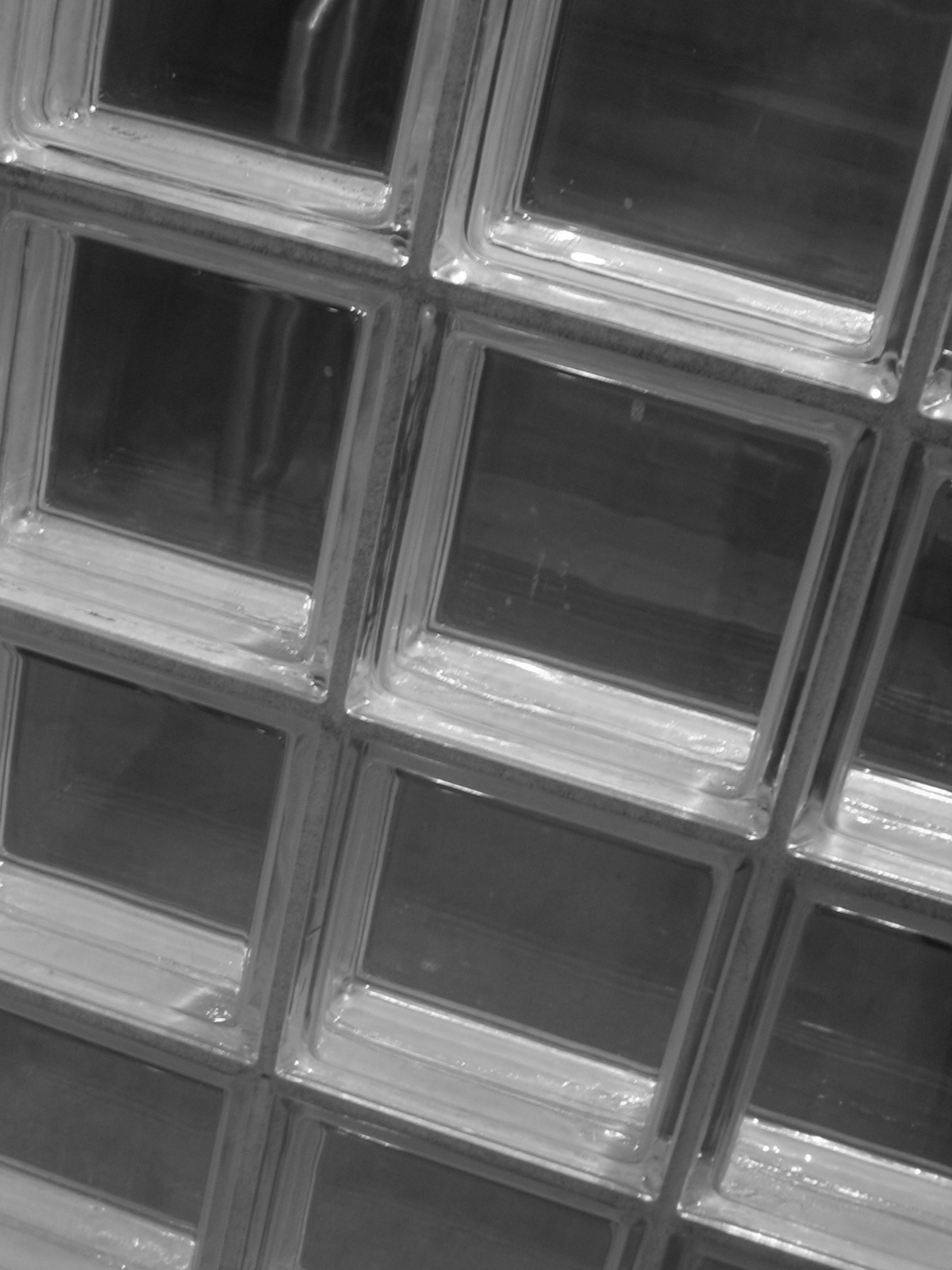
Glasbausteine aus Klarglas
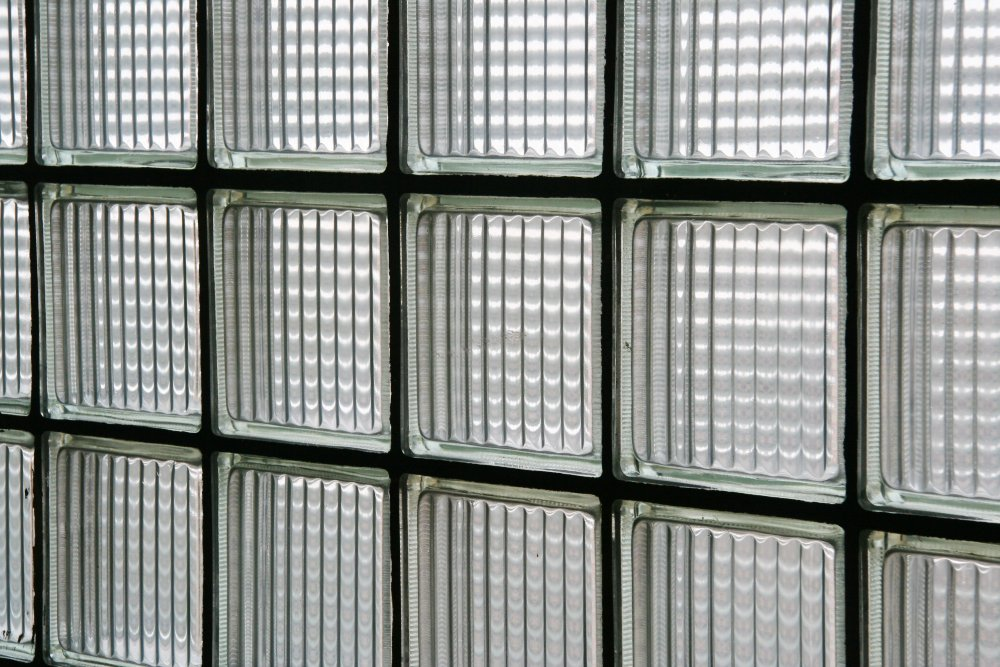
Profilierte Glasbausteine
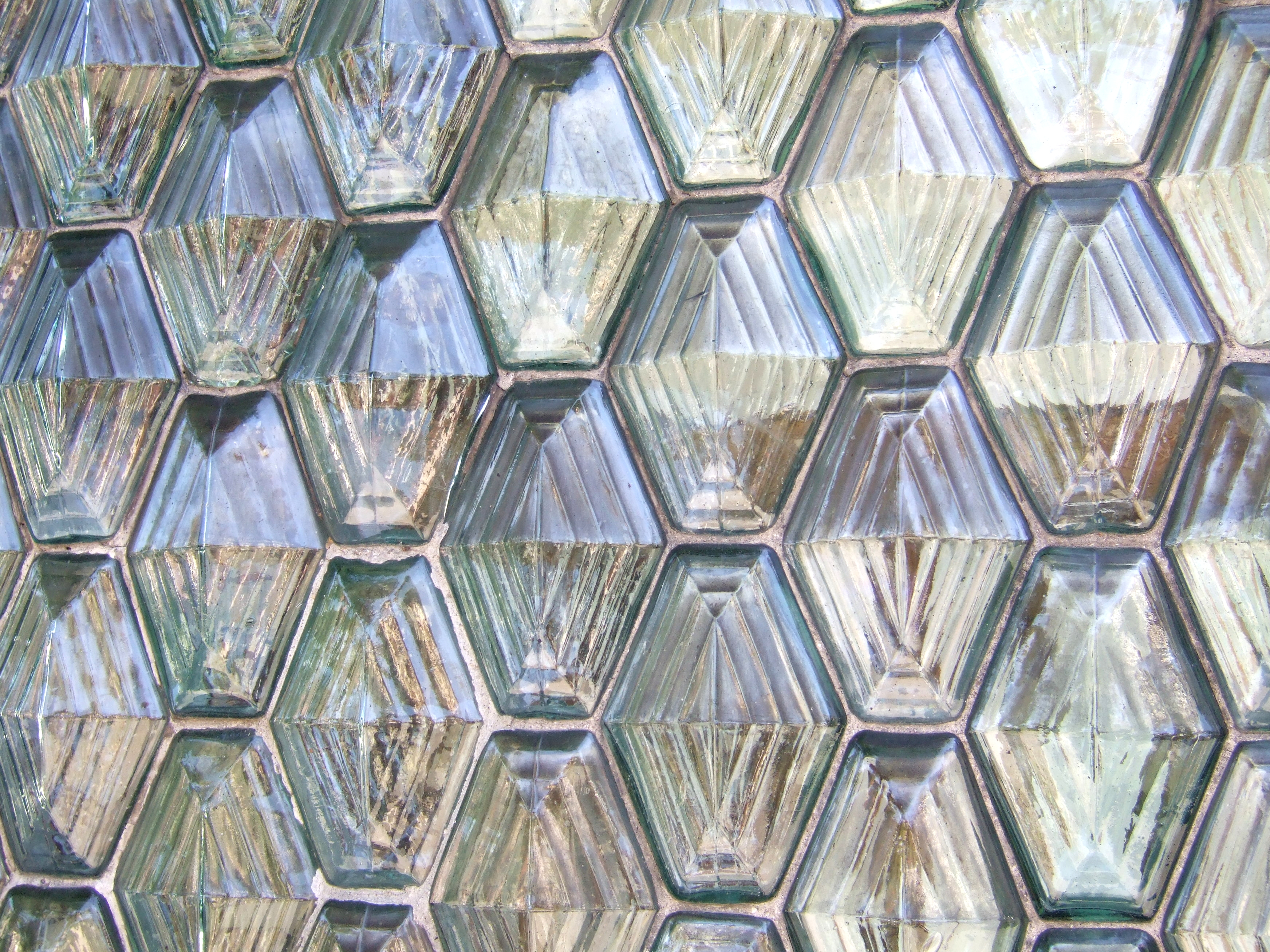
Glasbausteine im Wabenmuster
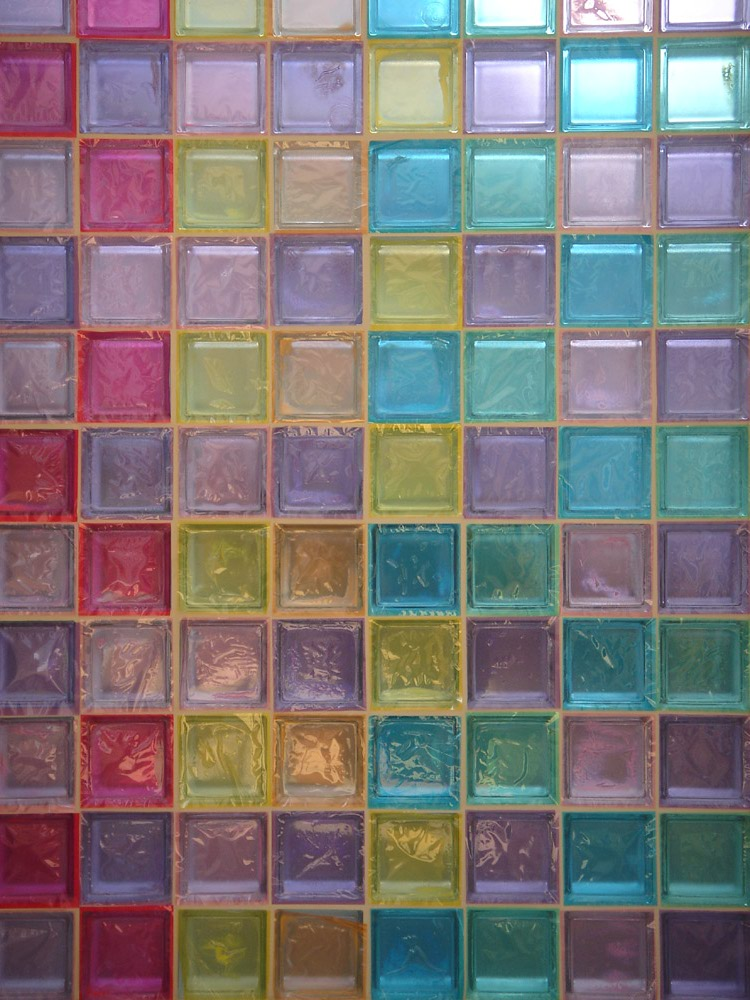
Farbige Glasbausteine

## Normen und Standards
- DIN 18 175 – Glasbausteine
- DIN 4243 – Betonglas
- DIN 1045 – Glasstahlbeton (Ziffer 20.3)